# Buoso Donati il Vecchio
Buoso Donati il Vecchio (fl. XIII secolo) era un capostipite della famiglia fiorentina dei Donati, vissuto nel XIII secolo. Egli era zio di quel Simone Donati padre di Corso, Forese e Piccarda.
Fu un ricchissimo mercante che rimase vedovo e senza figli. Alla sua morte il suo ingentissimo patrimonio sarebbe passato alle casse del Comune fiorentino perché egli non aveva redatto testamento in favore di nessuno dei suoi parenti.
Allora Gianni Schicchi, buontempone amico di Simone Donati, si finse Buoso poco dopo la sua morte, nascondendosi nel letto del cadavere con i suoi abiti e facendo chiamare un notaio per redigere un testamento a favore di Simone e di sé stesso (anche se pare che per sé riservasse solo una giumenta).
Il curioso avvenimento, degno di una novella, pare che sia veramente accaduto: Dante Alighieri lo cita nell'Inferno (XXX, 40-45) come ragione della dannazione di Gianni Schicchi e lo studioso Michele Barbi trovò alcuni documenti comprovanti la vicenda e il coinvolgimento di questi personaggi storici, piuttosto che altri omonimi
A questa storia si ispirò Giacomo Puccini per la composizione dell'opera Gianni Schicchi.